# Makrohämaturie
Makrohämaturie bezeichnet das mit dem bloßen Auge erkennbare Vorhandensein von Blut im Urin, im Gegensatz zur Mikrohämaturie, die lediglich durch weitergehende diagnostische Methoden (Urin-Stix, Mikroskopie) diagnostizierbar ist. Siehe auch: Hämaturie.

## Symptome
Hauptsymptom ist die sichtbare Rot- oder Braunverfärbung des Urins. Daneben können auch Blutgerinnsel im Urin sichtbar sein. Die Makrohämaturie kann schmerzhaft oder schmerzlos sein.
Es werden drei Arten einer Makrohämaturie unterschieden:
- Initiale Makrohämaturie; d. h. am Anfang der Miktion (Wasser lassen) findet sich Blut
- terminale Makrohämaturie; d. h. am Ende der Miktion findet sich Blut
- totale Makrohämaturie; d. h. der Urin ist während der gesamten Miktion rot verfärbt

## Ursachen
Die direkten Ursachen der Makrohämaturie sind vielfältig. Die Blutungsursache kann im gesamten Bereich der ableitenden Harnwege, also Nierenbecken, Harnleiter, Harnblase oder Harnröhre liegen. Die Art der Makrohämaturie (initial, terminal oder total) kann einen Hinweis auf den Ort der Ursache geben. Bei einer initialen Makrohämaturie ist die Ursache eher im Bereich der Harnröhre, bei einer terminalen eher im Bereich des Blasenhalses und bei einer totalen in der Blase oder den Harnleitern und Nieren zu suchen.
- Verletzungen
- Entzündungen
- Steine
- Tumoren der Nieren
- Tumoren der ableitenden Harnwege
- Prostatakrebs
- gutartige Prostatavergrößerung
- Störung der Blutgerinnung durch Krankheiten oder Medikamente
- Fremdkörper
- nephrogene (nierenbedingte) Ursachen, die z. B. auf einer Membranschädigung in der Niere beruhen (z. B. IgA-Nephropathie)

In der Urologie gilt die schmerzlose Makrohämaturie bis zum Beweis des Gegenteils als verdächtig auf einen Harnblasentumor.

## Differentialdiagnose
Abzugrenzen sind Verfärbungen des Urins aus anderer Ursache, zum Beispiel durch Medikamente, Chemikalien, Rote Bete oder durch Ziegelmehlsediment. Darüber hinaus gibt es andere Erkrankungen, die eine Verfärbung des Urins bewirken können, wie zum Beispiel die Porphyrie. Bei diesen Ursachen sind allerdings keine roten Blutkörperchen im Urin nachweisbar.

## Diagnostik
Hier muss der gesamte Harntrakt untersucht werden. Dazu gehört neben der Sonografie gegebenenfalls eine Computertomografie des Bauchraumes. Eine Blasenspiegelung ist vor allem bei der schmerzlosen Makrohämaturie zum Ausschluss eines Blasentumors erforderlich. Die Urinuntersuchung dient der Diagnostik eines Harnwegsinfektes und steht neben der Sonografie an erster Stelle der diagnostischen Verfahren.

## Therapie
Die Therapie richtet sich nach der zugrundeliegenden Ursache. Bei einer Makrohämaturie kann ein lebensbedrohlicher Notfall vorliegen, weshalb unverzüglich ein Arzt aufgesucht werden sollte.